# Ablacja (astronomia)
Ablacja (ang. ablation) – usuwanie warstw powierzchniowych materiału poprzez jego topnienie i sublimację. Jest zjawiskiem wywoływanym przez tarcie i siły oporu atmosfery.
Ablacja występuje, lub jest celowo wykorzystywana, przy:
- przejściu meteoroidu przez atmosferę
- usuwaniu materiału powierzchniowego (osłony ablacyjnej) w komorze zapłonowej silników rakietowych lub osłony termicznej statku kosmicznego podczas jego wejścia w atmosferę (lub inny gęsty ośrodek, na przykład pył kosmiczny, warkocz kometarny). W tych zastosowaniach praktycznych ablacji ulega materiał specjalnie do tego przeznaczony. Odparowanie materiału służy chłodzeniu komory lub statku przed wysoką temperaturą wywoływaną przez spalanie paliwa albo tarcie.